# Немецкое военное кладбище в Футе
Немецкое военное кладбище в Футе (итал. Cimitero militare germanico della Futa) — кладбище погибших немецких солдат, расположенное в комунне Фиренцуола на Тоскано-Романьском Апеннинском хребте, важном коммуникационном пути и месте ожесточенных столкновений во время Второй мировой войны.
Кладбище расположено на высоте 950 м над уровнем моря, в непосредственной близости от перевала Фута.
Дорога, пролегающая вдоль кладбища, следует контурам долин и хребтов, прижимаясь к Апеннинскому хребту в перевале Фута. Двигаясь по этой дороге в северном направлении, можно увидеть вход на кладбище, увенчанный величественной треугольной стеной из серого камня, расположенной на вершине холма, возвышающегося над ступенчатыми террасами гробниц, окружённых растительностью, характерной для высокогорных ландшафтов, состоящей в основном из хвойных лесов, серебристых пихт и елей, а также широколиственных деревьев, буков и платанов.

## История

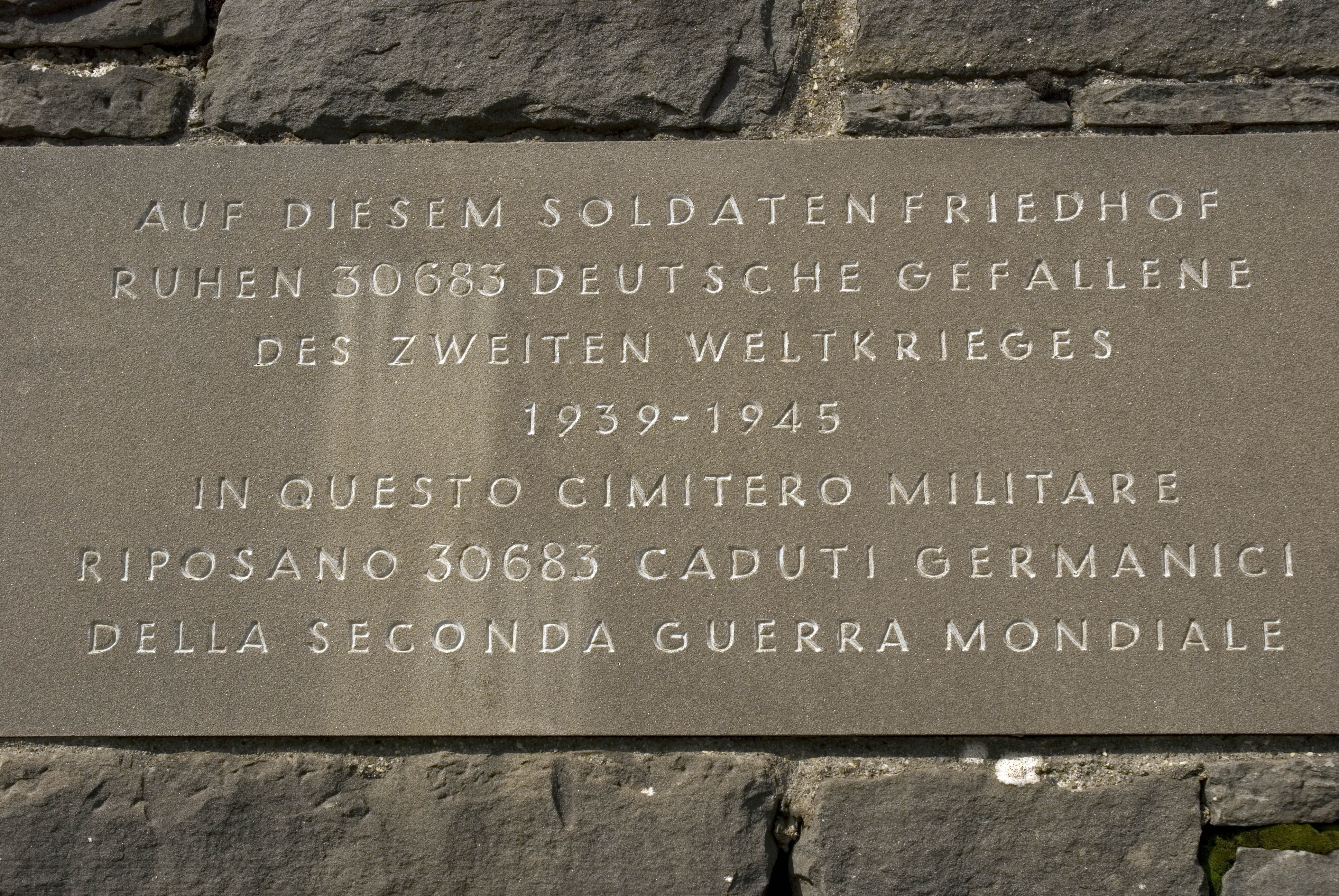
Табличка на входе

Это кладбище является крупнейшим из тех, что были построены в Италии Немецким народным союзом по уходу за военными захоронениями — частной организацией, субсидируемой немецким государством для чествования павших на войне немцев.
В 1955 году между Италией и Германией было подписано соглашение об окончательном захоронении останков немецких солдат, павших в войне на итальянской земле. Согласно этому соглашению, итальянское государство должно было предоставить в бесплатное и постоянное пользование территории, которые будут использоваться в качестве военных кладбищ.
Строительство началось в 1961 году по проекту немецкого архитектора Дитера Эстерлена, официальное открытие состоялось 28 июня 1969 года. В настоящее время здесь размещены 30 683 тела из 2069 итальянских муниципалитетов. Первый смотритель кладбища предпринял шаги по извлечению погибших, похороненных на различных временных захоронениях, и перенес их на новое кладбище.

## Территория кладбища
Кладбище занимает площадь около 12 гектаров и простирается вдоль склонов горы, повторяя естественные контуры местности с небольшим террасированием.
Двухкилометровая стена из серого песчаника с неровными и ступенчатыми каменными глыбами огибает гору до самой вершины, окружая гробницы. Последняя спираль завершается внушительной пирамидальной стеной, которая возвышается, охватывая с двух сторон почетный двор, под которым находится мемориальный склеп. Мощение двора и одна из стен монументальной стены украшены декоративным покрытием с нерегулярными вставками из пьетры-серены, травертина, гранита и мрамора. Расположенный ниже склеп, освещенный тремя ленточными окнами, выходящими на западную стену, увековечивает память о пропавших без вести погибших на войне.
Во втором склепе с доступом с северной стороны хранятся тела и надгробия с существовавшего ранее военного кладбища Червии.
Территория захоронения простирается над зелеными террасами со ступенями, пересекаемыми концентрическими дорожками и лестницами. 16 000 серых гранитных плит сгруппированы в 72 сектора разного размера, и на каждом из них выгравированы имена двух или четырех солдат.
Возле дорожек по периметру стены выступают 67 каменных крестов. Между гробницами в асимметричных местах расположены несколько круглых водоемов.